# Residenzstraße
Pour les articles homonymes, voir Residenzstrasse.
La Residenzstraße est une rue de la vieille ville de Munich. 

## Situation et accès
Elle mène parallèlement à la Theatinerstraße de l'Odeonsplatz à Max-Joseph-Platz jusqu'à Marienhof où elle se confond avec la Dienerstraße. Elle est nommée d'après la Résidence de Munich. 

## Origine du nom
La Residenzstraße tire son nom de la Résidence de Munich, un imposant palais situé dans la vieille ville.

## Historique
La Schwabinger Tor était jusqu’en 1817 la limite nord de la ville depuis la première expansion de la ville en 1327. 
C'est dans la Residenzstraße qu'a éclaté le 9 novembre 1923, le célèbre putsch de la Brasserie de Hitler, lorsque les putschistes ont été arrêtés par la police de l'État de Bavière et abattus après avoir eu recours à la force. 

## Bâtiments remarquables et lieux de mémoire
Parmi ses monuments, le baroque palais Preysing et le très florentin palais Toerring-Jettenbach au coin de la Maximilianstraße. La Feldherrnhalle se trouve derrière.

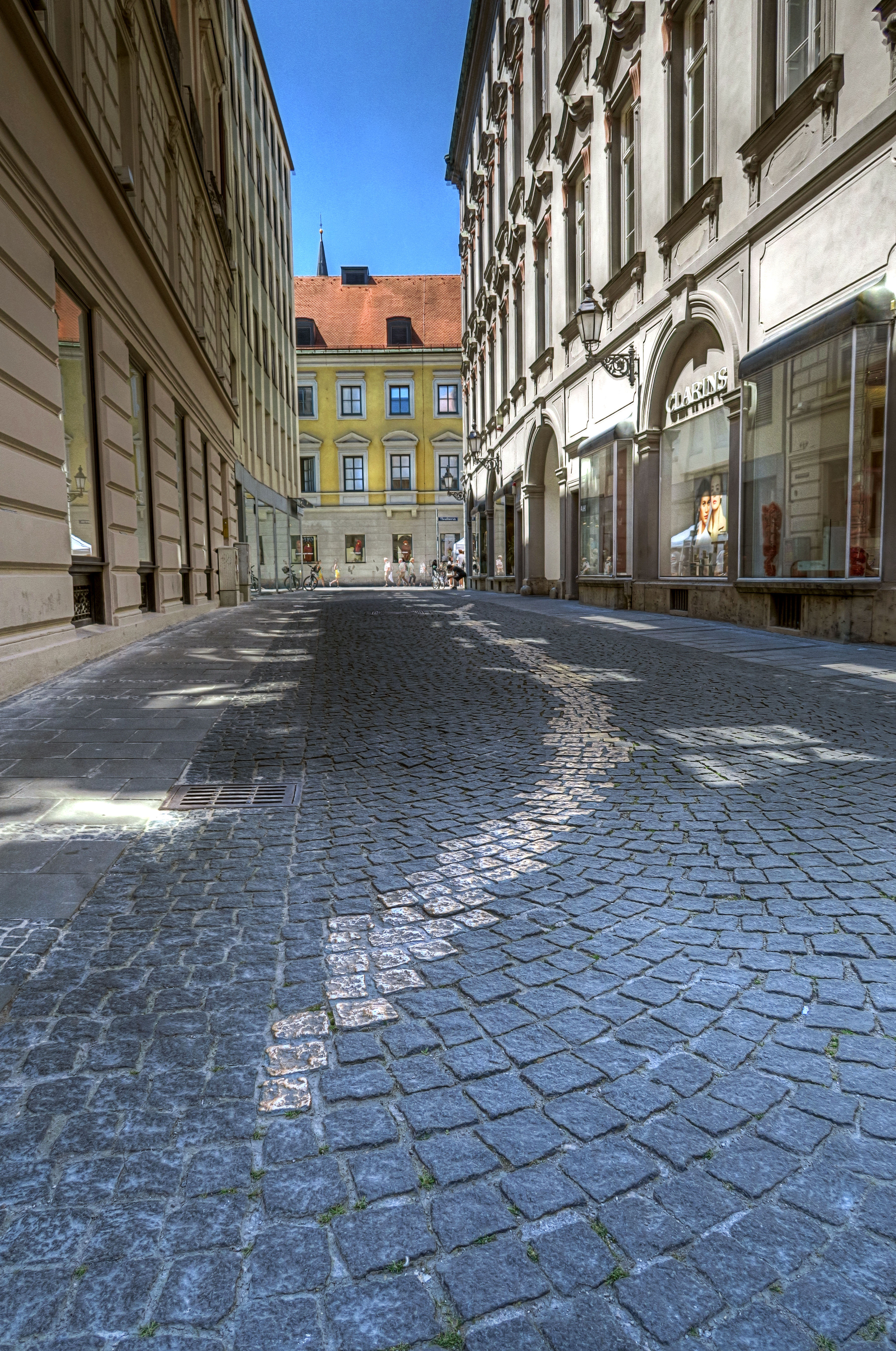
Drückebergergasse
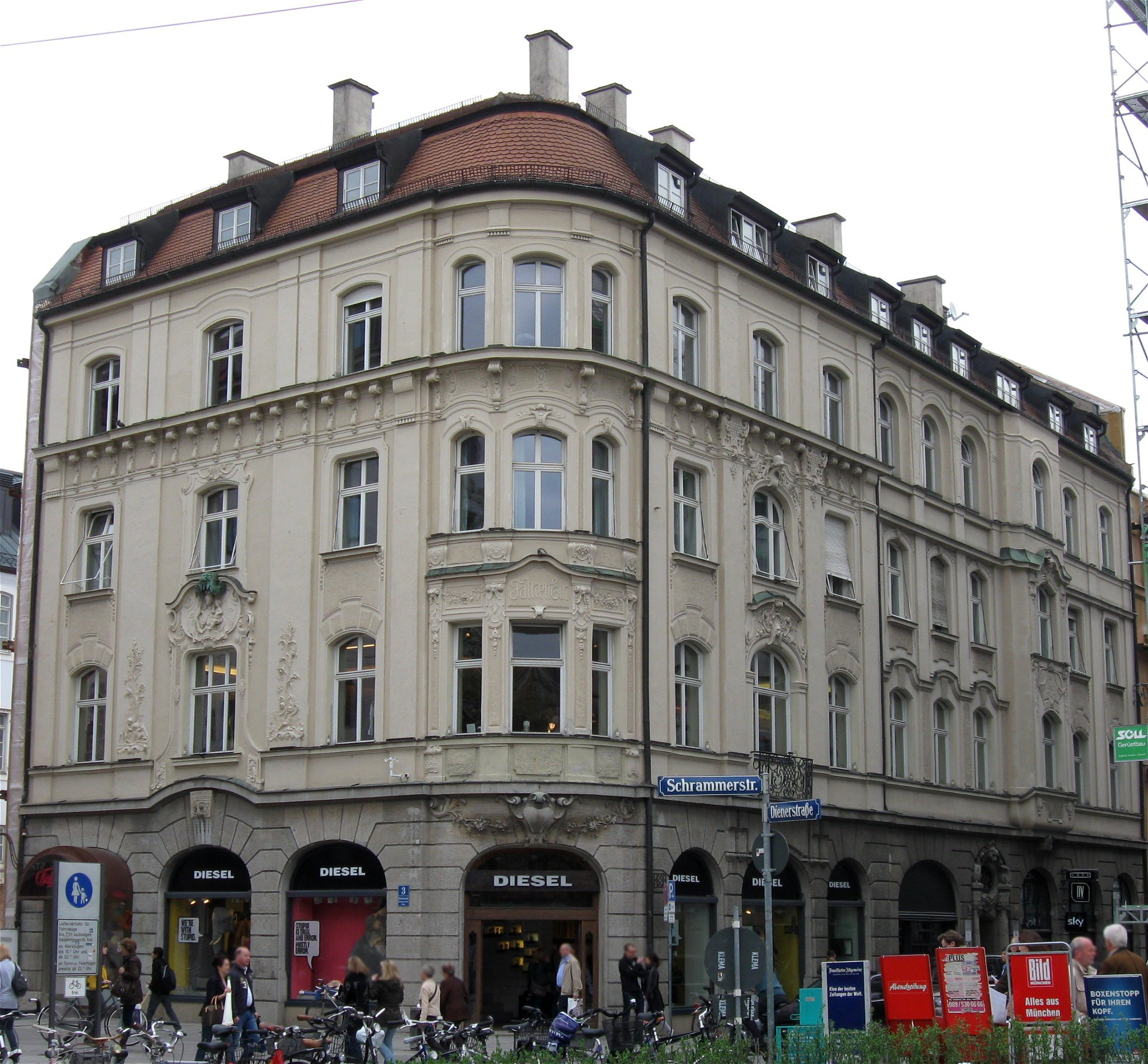
Residenzstrasse 3
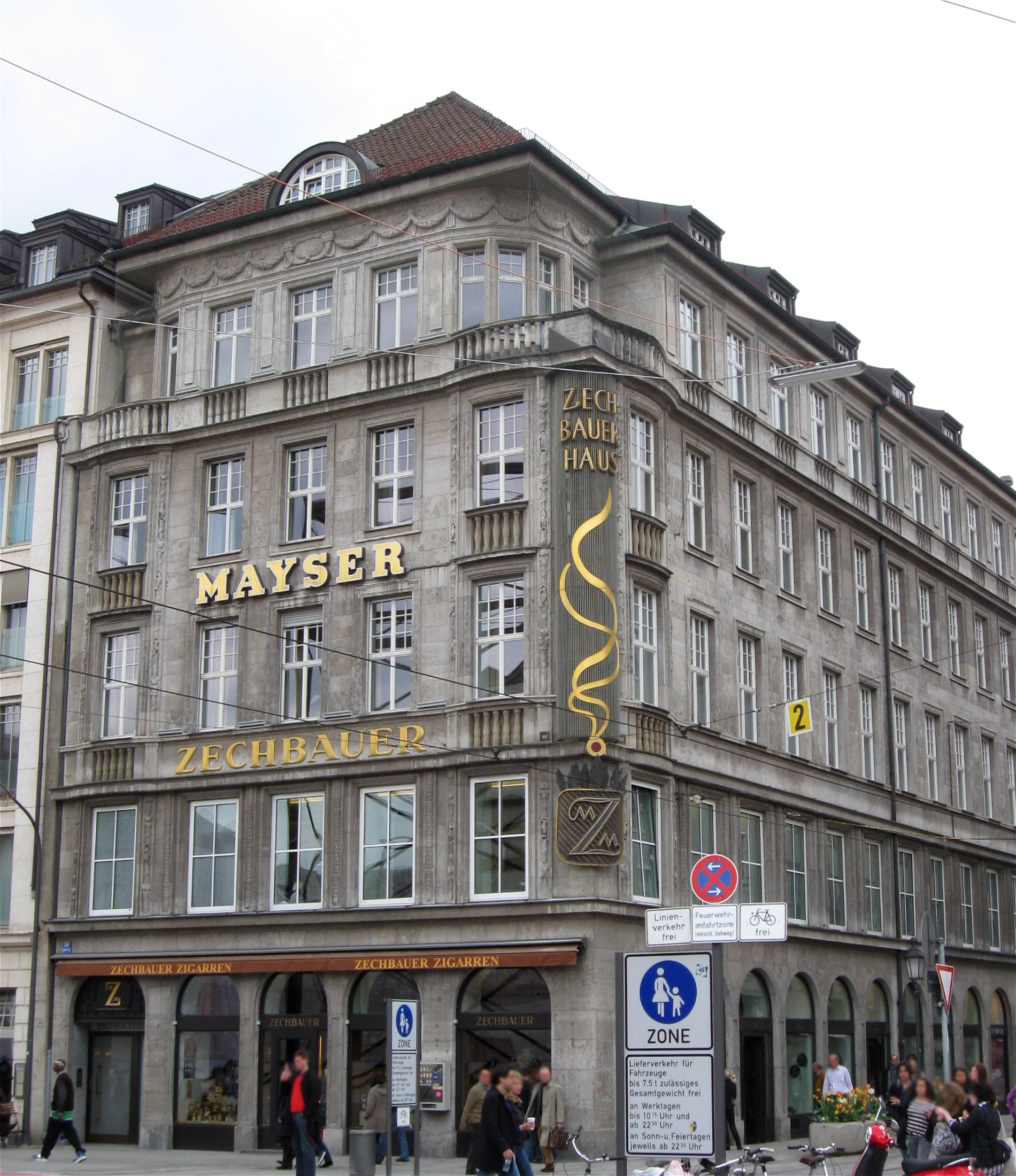
Residenzstrasse 10
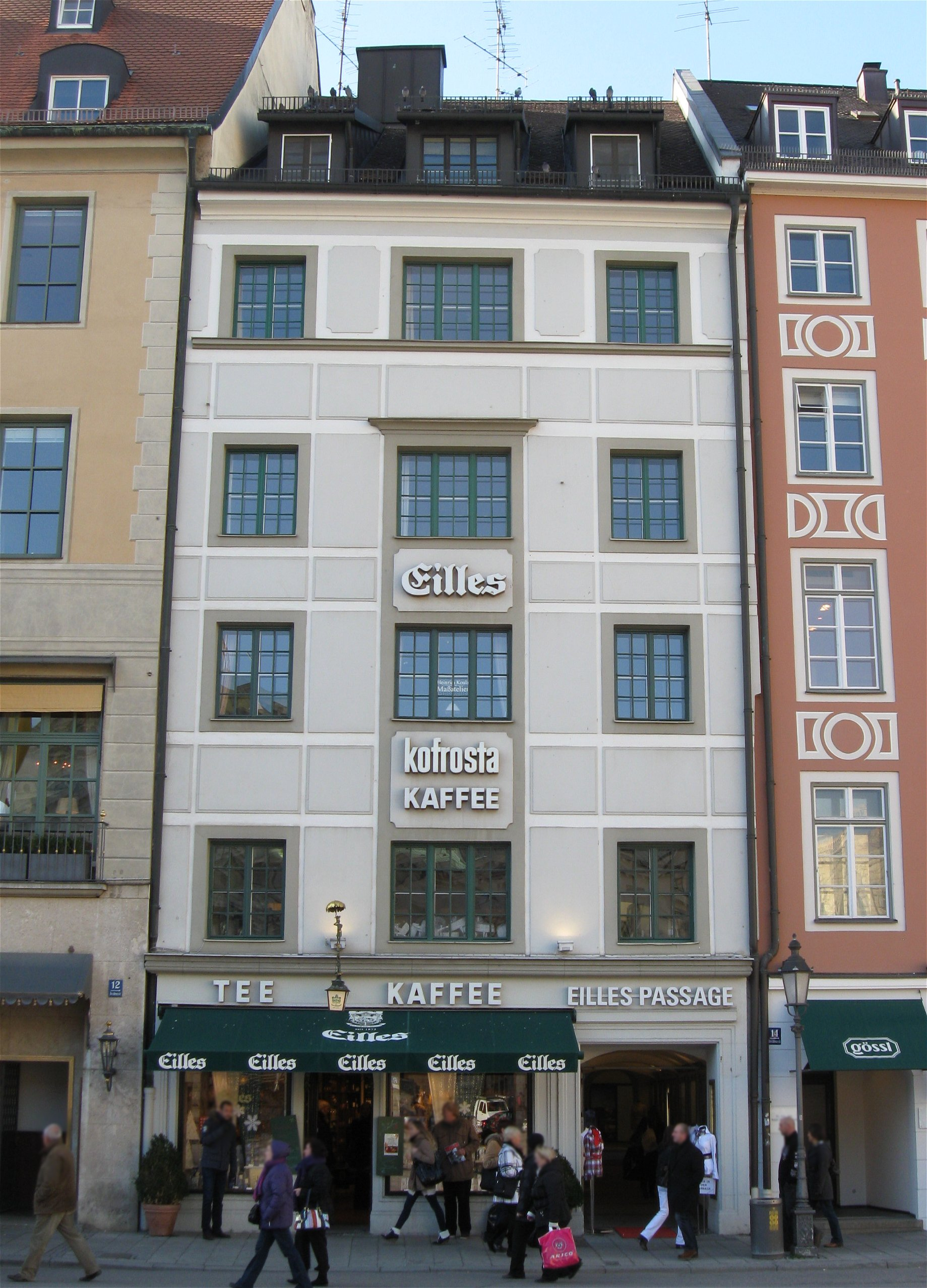
Residenzstrasse 13
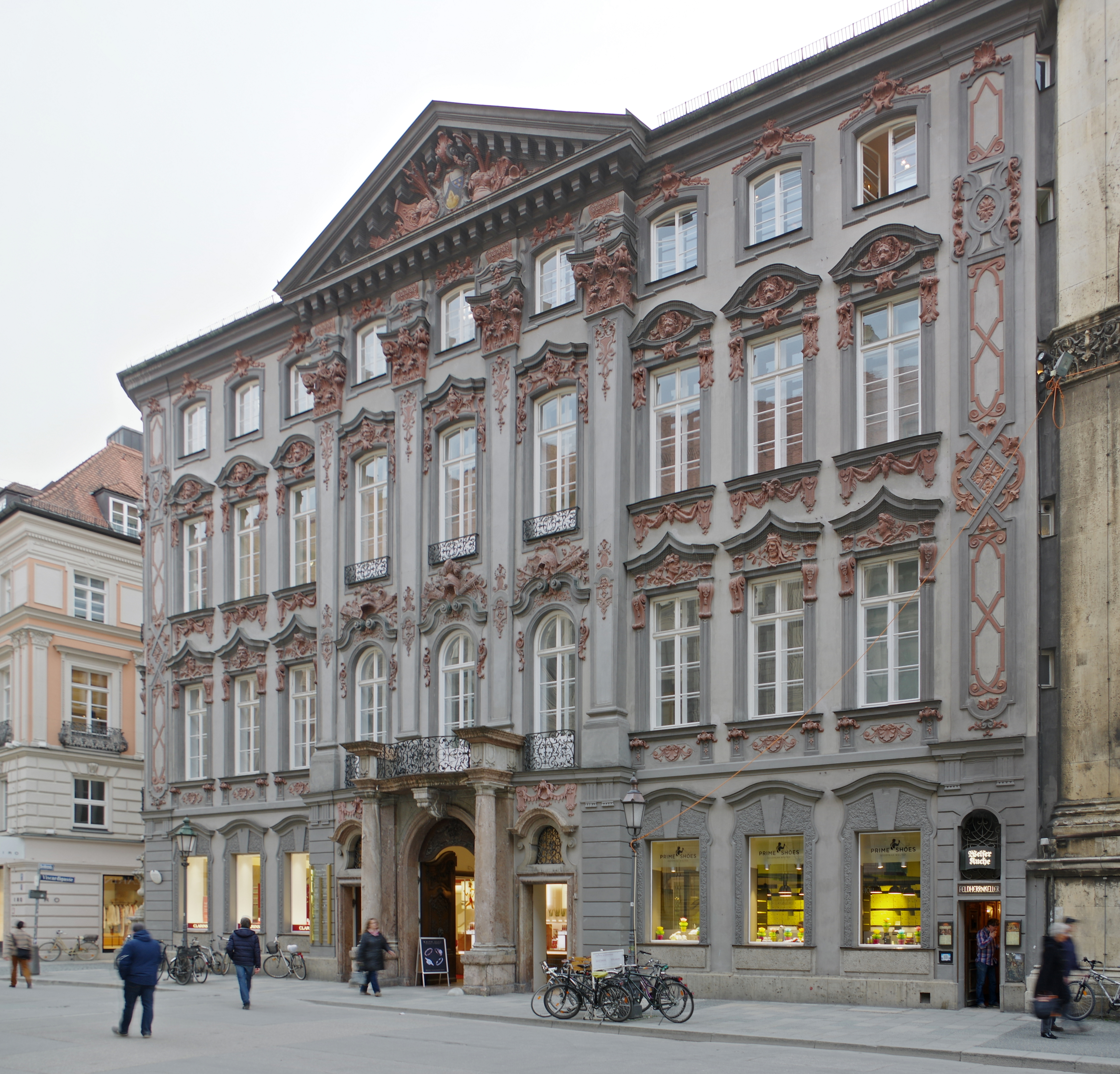
Palais Preysing (27)
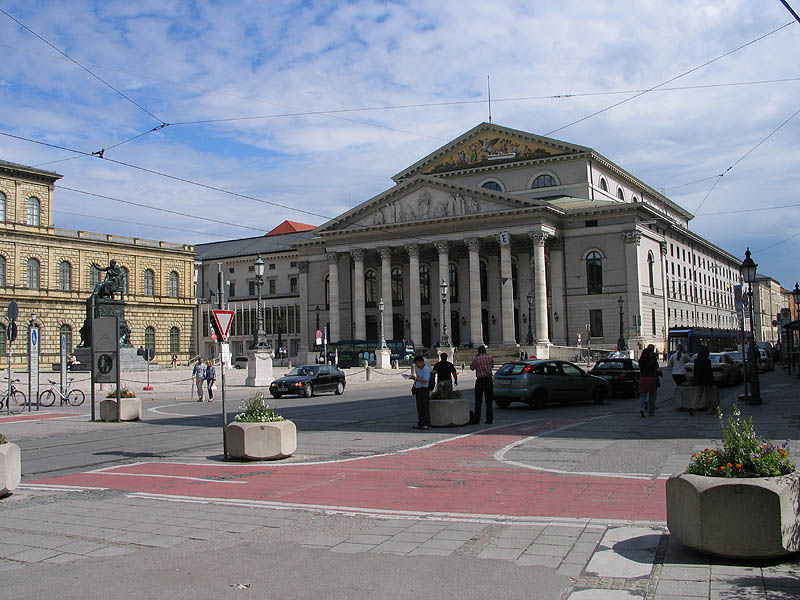
Place Max Joseph avec le théâtre national
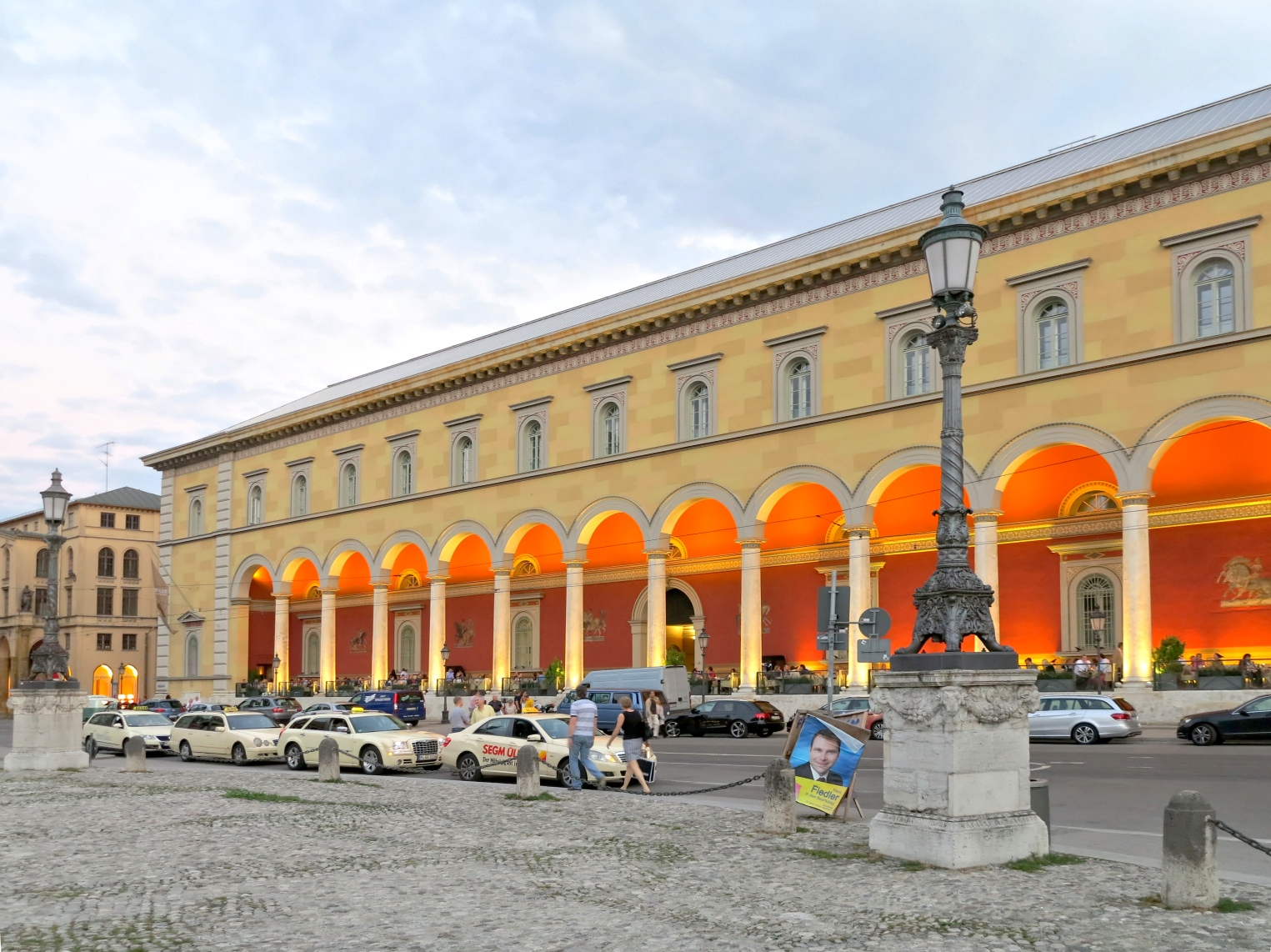
Palais Toerring-Jettenbach
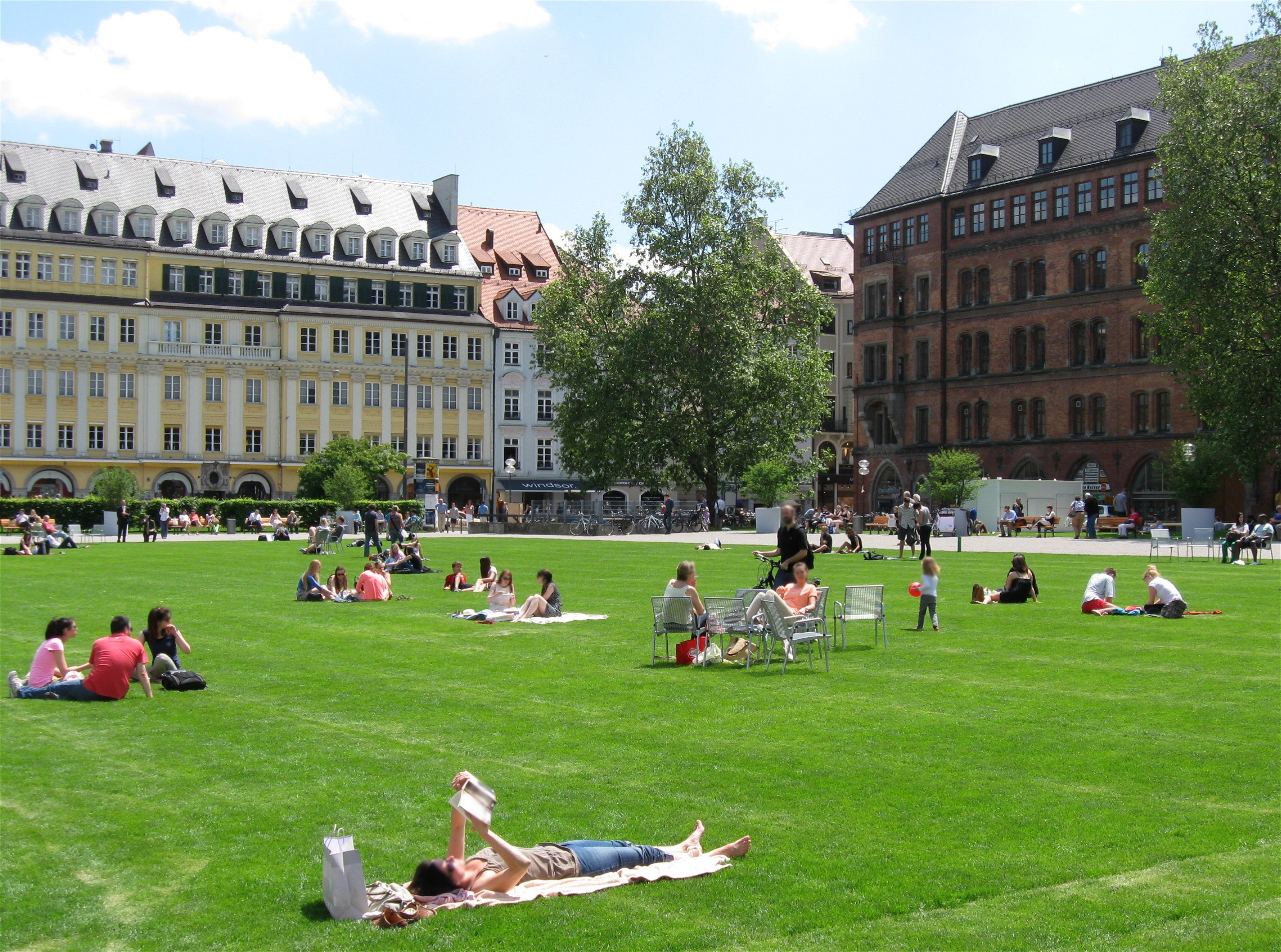
Marienhof